# Бобрик, Иван Иванович

## Биография
Родился И. И. Бобрик 6 ноября 1925 года в пгт. Мытки, Барского района Винницкой области. Иван Иванович был участником Великой Отечественной войны. Принимал участие в боевых действиях в составе подразделений 1-го Украинского, а потом 1-го Белорусского фронтов. Вызволял от фашистских захватчиков Украину, Польшу, Германию.
За боевые заслуги награждён орденом «Отечественной войны ІІ степени», медалями «За отвагу», «За освобождение Варшавы», «За освобождение Берлина», «За участие в Великой Отечественной войне», «За взятие Берлина», «За форсирование Одера и Нитссы», а также польским орденом «Крест за заслуги». После демобилизации с армии в декабре 1945 года, продолжил учёбу в школе № 1 города Бар, 10 классов которой окончил в 1949 году с отличием и, как участник войны, был зачислен на І курс лечебного факультета Киевского медицинского института без экзаменов. Закончил Киевский медицинский институт в 1955 году с отличием. Был учеником академика Константина Кульчицкого. И. И. Бобрик прошёл длинный путь от аспиранта до завкафедры, был деканом лечебного факультета. В 1974 году защитил докторскую диссертацию на тему «Нервные элементы культи желудка и органов гепатопанкреатодуоденальной области после резекции желудка на разных уровнях».

## Научная и профессиональная деятельность
Неутомимый поиск учёного на протяжении многих лет нашёл свой отпечаток в более 300 печатаных работах, в том числе в 16 монографиях, книжках, пособиях, анатомическом атласе. В личности Ивана Ивановича Бобрика удачно сочетались качества учёного-исследователя, воспитателя молодёжи и талантливого организатора. Иван Иванович 26 лет возглавлял ведущую в стране кафедру нормальной анатомии.
Основное направление его научных исследований — развитие микроциркуляторного русла разных органов человека. Научные исследования кафедры нормальной анатомии НМУ по изучению морфогенеза микроциркуляторного русла достигли мирового уровня, а в кое-чем опередили поиски ведущих отечественных и зарубежных морфологических центров и лабораторий. Возникло и постепенно развивалось важное научное направление, самобытная морфологическая школа. Под руководством И. И. Бобрика подготовлено 17 докторов и 20 кандидатов медицинских наук. Ученики профессора стали заведующими кафедр в Астрахани, Виннице, Донецке, Симферополе, Мелитополе.
Трудно представить, как Ивану Ивановичу хватало на всё времени, ведь он был анатомом, профессором кафедры анатомии человека Национального медицинского  университета имени А. А. Богомольца, почётным президентом Научного сообщества анатомов, гистологов, эмбриологов и топографоанатомов Украины, член-корреспондентом НАПН Украины, профессором и доктором медицинских наук одновременно.
Высокая целеустремленность и воля, принципиальность и профессионализм, доброжелательное отношение к коллегам принесли профессору Ивану Ивановичу Бобрику заслуженный авторитет в университете, научном обществе Украины. Человек светлой искренности, душевной открытости, которому в годы Отечественной войны пришлось с оружием в руках вызволять Родину, Иван Иванович был необычайно ответственным и высокопрофессиональным человеком. Весь его жизненный путь — это пример самоотверженного служения медицинскому образованию и науке. Иван Иванович был, есть и навсегда останется гордостью Национального медицинского университета имени А. А. Богомольца.